# Commission internationale des grands barrages
La Commission internationale des grands barrages est une organisation internationale non gouvernementale fondée en 1928 et destinée à favoriser l'échange des connaissances et de l'expérience dans le domaine de l'ingénierie des barrages. Elle rassemble plus de 100 comités nationaux qui comportent au total environ 10 000 membres individuels.
La CIGB est essentiellement composée d'ingénieurs, de géologues et de scientifiques qui appartiennent à des organisations privées ou gouvernementales, des bureaux d'ingénieurs-conseils, des universités, des laboratoires et des entreprises de construction.
Cette organisation guide la profession pour assurer que les barrages soient construits de façon sûre, efficace, économique et sans effets néfastes sur l'environnement. À l'origine, sa mission était d'encourager les améliorations de la planification, la conception, la construction, l'exploitation et la maintenance des grands barrages et des ouvrages de génie civil associés. Pour cela l'organisation collectait et diffusait des informations pertinentes; ses recherches scientifiques s'intéressaient aux thèmes techniques qui entourent l'ingénierie des grands barrages.
Depuis la fin des années soixante, l'accent a été mis sur des problématiques supplémentaires, comme la sécurité, le contrôle, les performances, la modernisation des barrages et déversoirs vieillissants, les effets du vieillissement et les impacts environnementaux. Plus récemment, de nouveaux sujets de recherche touchent les coûts de la planification et construction, le partage des rivières internationales, l'implication accrue du public et le financement.

## Organisation
La Commission internationale des grands barrages rassemble des comités nationaux qui s'organisent par pays lorsque ce dernier devient membre. La Commission est dirigée par :
- L'assemblée générale rassemble les représentants de tous les pays membres et les membres du Bureau. Elle a lieu durant la réunion annuelle. Tout pays indépendant peut devenir un « pays membre » et donc constituer un comité national composé de personnes compétentes sur les questions relatives aux barrages. L'assemblée générale résout les questions touchant à l'organisation et la direction des études, des enquêtes et des expériences, de l'administration des fonds et propriétés, la gestion du bureau central et toutes autres affaires engageant la Commission. Elle approuve le budget des recettes et dépenses, nomme et organise tous les comités et élit les nouveaux pays membres.
- Les membres du bureau sont le président, les six vice-présidents, le secrétaire général et trésorier. Ils sont élus par la commission pour un mandat de trois ans non-renouvelable, sauf pour le secrétaire général et le trésorier.
- Le bureau central est établi en région parisienne. Il traite des affaires courantes de la Commission. Il est placé sous la direction du président, assisté du secrétaire général et trésorier et du personnel nécessaire pour accomplir les missions du Bureau.
- Les comités techniques, administratifs et spéciaux sont nommés par la Commission. Les langues officielles sont l'anglais et le français.

## Mission
La CIGB aide la profession à mettre en place des normes et à fixer des règles afin de garantir la sécurité, l'efficacité, l'optimisation des coûts, la protection de l'environnement et la prise de décisions socialement équitables lors de la construction et l'exploitation d'un barrage.
La commission aspire à être la principale organisation professionnelle mondiale engagée pour le développement de l'art et la science de l'ingénierie des barrages. Par ailleurs la CIGB soutient le développement durable ainsi que la gestion raisonnée des ressources mondiales hydrauliques et hydroélectriques,,.
La CIGB aide les pays à se préparer à relever les défis du XXIe siècle dans le domaine du développement et de la gestion des ressources mondiales hydrauliques et hydroélectriques,.

## RMB: Registre Mondial des Barrages
La CIGB entretient un Registre Mondial des Barrages, concernant plus de 60 000 barrages mondiaux, dont l'accès est payant. Il a été créé en 1958, et est mis à jour régulièrement.

## Définition d'un Grand barrage pour la CIGB
Pour la CIGB, un grand barrage est un barrage d’une hauteur supérieure à 15 mètres, des fondations les plus basses à la crête, ou barrage dont la hauteur est comprise entre 5 et 15 mètres et qui retient plus de 3 millions de mètres cubes d’eau.